# Đua thuyền truyền thống tại Đại hội Thể thao Đông Nam Á 2023
Đua thuyền truyền thống là một trong những môn thể thao được tranh tài tại Đại hội Thể thao Đông Nam Á 2023 ở Campuchia, dự kiến sẽ được tổ chức từ ngày 10 đến 16 tháng 5 năm 2023 tại Kampot, Campuchia.

## Nội dung thi đấu
- Nam: Thuyền 12 người 800m mở rộng, Thuyền 12 người 500m mở rộng, Thuyền 12 người 250m mở rộng, Thuyền 12 người 800m U24, Thuyền 12 người 500m U24, Thuyền 12 người 250m U24, Thuyền 5 người 800m U24, Thuyền 5 người 500m U24, Thuyền 5 người 250m U24.

- Nữ: Thuyền 3 người 250m U24.

- Hỗn hợp: Thuyền 12 người 800m U24, Thuyền 12 người 500m U24, Thuyền 12 người 250m U24.

## Chương trình thi đấu
| Ngày  | TT                                                                               | Thời gian | Giới tính | Nội dung                         | Giai đoạn        |
| ----- | -------------------------------------------------------------------------------- | --------- | --------- | -------------------------------- | ---------------- |
| 13/05 | 1                                                                                | 9:00      | Nam       | Thuyền 12 người 250m U24         | Trận chung kết 1 |
| 13/05 | 2                                                                                | 9:15      | Nữ        | Thuyền 3 người đặc biệt 250m U24 | Trận chung kết 1 |
| 13/05 | 3                                                                                | 9:30      | Nam       | Thuyền 12 người 250m mở rộng     | Trận chung kết 1 |
| 13/05 | 4                                                                                | 10:00     | Nữ        | Thuyền 5 người 250m U24          | Trận chung kết 1 |
| 13/05 | 5                                                                                | 10:30     | Hỗn hợp   | Thuyền 12 người 250m U24         | Trận chung kết 1 |
| 13/05 | Thời gian sẽ được thêm vào Trận chung kết 2                                      |           |           |                                  |                  |
| 13/05 | Giờ giải lao                                                                     |           |           |                                  |                  |
| 13/05 | 6                                                                                | 11:00     | Nam       |                                  | Trận chung kết 2 |
| 13/05 | 7                                                                                | 11:30     | Nữ        |                                  | Trận chung kết 2 |
| 13/05 | 8                                                                                | 12:00     | Nam       |                                  | Trận chung kết 2 |
| 13/05 | Trao Huy Chương                                                                  |           |           |                                  |                  |
| 13/05 | 9                                                                                | 13:00     | Nam       |                                  | Trận chung kết 2 |
| 13/05 | 10                                                                               | 13:30     | Hỗn hợp   |                                  | Trận chung kết 2 |
| 13/05 | Chung kết 1 và Chung kết 2 (Hai hiệp đấu được thêm vào để xếp hạng ba tập luyện) |           |           |                                  |                  |
| 13/05 | Trao Huy Chương                                                                  |           |           |                                  |                  |
| 14/05 | 11                                                                               | 9:00      | Nam       | Thuyền 12 người 500m U24         | Trận chung kết 1 |
| 14/05 | 12                                                                               | 9:30      | Nam       | Thuyền 12 người 500m mở rộng     | Trận chung kết 1 |
| 14/05 | 13                                                                               | 10:00     | Nam       | Thuyền 5 người 500m U24          | Trận chung kết 1 |
| 14/05 | 14                                                                               | 11:30     | Hỗn hợp   | Thuyền 12 người 500m U24         | Trận chung kết 1 |
| 14/05 | Thời gian sẽ được thêm vào Trận chung kết 2                                      |           |           |                                  |                  |
| 14/05 | Giờ giải lao                                                                     |           |           |                                  |                  |
| 14/05 | 15                                                                               | 12:30     | Nam       | Thuyền 12 người 500m U24         | Trận chung kết 2 |
| 14/05 | 16                                                                               | 13:00     | Nam       | Thuyền 12 người 500m mở rộng     | Trận chung kết 2 |
| 14/05 | Trao Huy Chương                                                                  |           |           |                                  |                  |
| 14/05 | 17                                                                               | 14:30     | Nam       | Thuyền 5 người 500m U24          | Trận chung kết 2 |
| 14/05 | 18                                                                               | 15:00     | Hỗn hợp   | Thuyền 12 người 500m U24         | Trận chung kết 2 |
| 14/05 | Chung kết 1 và Chung kết 2 (Hai hiệp đấu được thêm vào để xếp hạng ba tập luyện) |           |           |                                  |                  |
| 14/05 | Trao Huy Chương                                                                  |           |           |                                  |                  |
| 16/05 | 19                                                                               | 9:00      | Nam       | Thuyền 12 người 800m U24         | Trận chung kết 1 |
| 16/05 | 20                                                                               | 9:30      | Nam       | Thuyền 12 người 800m mở rộng     | Trận chung kết 1 |
| 16/05 | 21                                                                               | 10:00     | Nam       | Thuyền 5 người 800m U24          | Trận chung kết 1 |
| 16/05 | 22                                                                               | 10:30     | Hỗn hợp   | Thuyền 12 người 800m U24         | Trận chung kết 1 |
| 16/05 | Thời gian sẽ được thêm vào Trận chung kết 2                                      |           |           |                                  |                  |
| 16/05 | Giờ giải lao                                                                     |           |           |                                  |                  |
| 16/05 | 23                                                                               | 12:00     | Nam       | Thuyền 12 người 800m U24         | Trận chung kết 2 |
| 16/05 | 24                                                                               | 12:30     | Nam       | Thuyền 12 người 800m mở rộng     | Trận chung kết 2 |
| 16/05 | Trao Huy Chương                                                                  |           |           |                                  |                  |
| 16/05 | 25                                                                               | 13:00     | Nam       | Thuyền 5 người 800m U24          | Trận chung kết 2 |
| 16/05 | 26                                                                               | 14:00     | Hỗn hợp   | Thuyền 12 người 800m U24         | Trận chung kết 2 |
| 16/05 | Chung kết 1 và Chung kết 2 (Hai hiệp đấu được thêm vào để xếp hạng ba tập luyện) |           |           |                                  |                  |
| 16/05 | Trao Huy Chương                                                                  |           |           |                                  |                  |

## Bảng tổng sắp huy chương
| Hạng               | Đoàn               | Vàng | Bạc | Đồng | Tổng số |
| ------------------ | ------------------ | ---- | --- | ---- | ------- |
| 1                  | Thái Lan           | 3    | 3   | 1    | 7       |
| 2                  | Indonesia          | 3    | 1   | 4    | 8       |
| 3                  | Việt Nam           | 3    | 1   | 0    | 4       |
| 4                  | Campuchia          | 2    | 2   | 4    | 8       |
| 5                  | Myanmar            | 1    | 4   | 2    | 7       |
| 6                  | Malaysia           | 0    | 1   | 1    | 2       |
| Tổng số (6 đơn vị) | Tổng số (6 đơn vị) | 12   | 12  | 12   | 36      |

## Danh sách huy chương
| Nội dung                         | Vàng | Bạc | Đồng |
| -------------------------------- | --- | --- | --- |
| Nam thuyền 5 người 250m U24      | Myanmar · Khant Zaw Aung · Myat Min Tun · Myo Hlaing Win · Pyae Sone Aung · Saw Naing Lin Kyaw · Thet Paing Phyo · Tin Ko Ko | Campuchia · Horl Dale · La Soknim · Ly Mouslim · Ok Mathel · Phorn Sophean · San Makara · Vutha Ratana | Thái Lan · Preecha Chanpa · Natthapon Kreepkamrai · Saharat Pholpikun · Sukrit Rakkarn · Phatthara Sangdet · Theerapong Wonginta                                                                                               |
| Nam thuyền 5 người 500m U24      | Campuchia · Horl Dale · La Soknim · Ly Mouslim · Ok Mathel · Phorn Sophean · San Makara · Vutha Ratana | Thái Lan · Preecha Chanpa · Teerasak Chuden · Pitpiboon Mahawattanangkul · Photsawat Nachaikhong · Suttiphong Ngamkrabuan · Chetsadaporn Simma · Mongkhonchai Sisong | Indonesia · Dapit · Dede Sunandar · Muh Burhan · Rudiansyah · Subhi · Wandi · Zubakri |
| Nam thuyền 5 người 800m U24      | Campuchia · | Myanmar · | Indonesia · |
|                                  | | | |
| Nam thuyền 12 người 250m U24     | Indonesia · Abdul Hamid · Dapit · Dede Sunandar · Indra Hidayat · Irwan · Lukman Nulhakim · Muh Burhan · Rapik Saputra · Rudiansyah · Subhi · Wandi · Zubakri | Việt Nam · Châu Đại Dương · Hiên Năm · Hoàng Văn Vương · Nguyễn Xuân Sang · Nguyễn Văn Cường · Nguyễn Văn Viết · Phạm Hồng Quân · Phạm Lương Tú · Tạ Minh Đác Uynh · Trần Thành Cường · Trần Tường Khang · Trương Xuân Nguyên · Võ Hùng Thái · Vũ Đình Linh                                                                | Campuchia · Cheat Nisith · Choub Seiha · Chov Somrach · Horl Dale · La Soknim · Ly Mouslim · Mon Sereyvuht · Phorn Sophean · Rith Vandy · San Makara · Sothea Lyhieng · Vorn Phanet · Vutha Ratana                             |
| Nam thuyền 12 người 500m U24     | Thái Lan · Preecha Chanpa · Teerasak Chuden · Natthapon Kreepkamrai · Pitpiboon Mahawattanangkul · Photsawat Nachaikhong · Suttiphong Ngamkrabuan · Saharat Pholpikun · Sukrit Rakkarn · Phatthara Sangdet · Chetsadaporn Simma · Mongkhonchai Sisong · Theerapong Wonginta                            | Indonesia · Abdul Hamid · Dapit · Dede Sunandar · Indra Hidayat · Irwan · Lukman Nulhakim · Muh Burhan · Rapik Saputra · Rudiansyah · Subhi · Wandi · Zubakri | Myanmar · Aung Phyo Hein · Khant Zaw Aung · Min Thu Hein · Myat Min Tun · Myo Hlaing Win · Myo Swe · Pyae Phyo Thant · Pyae Sone Aung · Saw Kaung Kaung San · Saw Naing Lin Kyaw · Thet Naing Phyo · Tin Ko Ko · Zaw Zaw Tun   |
| Nam thuyền 12 người 800m U24     | Thái Lan · | Myanmar · | Malaysia · |
|                                  | | | |
| Nam thuyền 12 người 250m mở rộng | Thái Lan · Sukon Boon-em · Kasemsit Borriboonwasin · Suradet Faengnoi · Panlop Jeenchai · Nattapon Kaewsri · Natthapon Kreepkamrai · Pornprom Kramsuk · Suwan Kwanthong · Watchara Muangkum · Phatthara Sangdet · Somchai Sangmuang · Chitsanupong Sangpan · Nopphadol Sangthuang · Phakdee Wannamanee | Malaysia · Ahmad Amir Khan · Ahmad Ariff Rasydan · Ahmad Nuqman Hadi Ayob · Khairul Naim Zainal · Mirza Adli Shaharaziz · Mohd Fahmi Izwan Shahril · Montoya Raw Michael · Muhd Fakhrullah · Muhd Aiman Zamberi · Muhd Bahij Rabbani · Muhd Nur Rahman · Muhd Ridzuan Abdul Aziz · Muhd Shahrin Haziq · Nik Afiq Nik Mazli | Campuchia · Cheat Nisith · Choub Seiha · Chov Somrach · Horl Lyda · Koem Som · Leng Sothea · Ly Torhieth · Meas Sam Oun · Meas Sinat · Rith Disco · Ron Pherou · Sin Visal · Sothea Lyhieng · Vantha Sakonin                   |
| Nam thuyền 12 người 500m mở rộng | Indonesia · Abdur Rahim · Andri Agus Mulyana · Anwar Tarra · Harjuna · Indra Hidayat · Indra Tri Setiawan · Joko Andriyanto · Maizir Riyondra · Mugi Harjito · Muhammad Yunus Rustandi · Rudiansyah · Sutrisno · Tri Wahyu Wibowo · Yuda Firmansyah                                                    | Thái Lan · Sukon Boon-em · Kasemsit Borriboonwasin · Suradet Faengnoi · Panlop Jeenchai · Nattapon Kaewsri · Pornprom Kramsuk · Natthapon Kreepkamrai · Suwan Kwanthong · Watchara Muangkum · Phatthara Sangdet · Somchai Sangmuang · Chitsanupong Sangpan · Nopphadol Sangthuang · Phakdee Wannamanee                     | Myanmar · Aung Phyo Hein · Hein Soe · Htoo Htoo Aung · Khant Zaw Aung · Min Thu Hein · Myint Ko Ko · Naing Lin Oo · Saw Moe Aung · Shine Wai Lin · Than Htay Aung · Thant Zin Oo · Thet Naing Phyo · Yu Ya Maung · Zin Ko Htet |
| Nam thuyền 12 người 800m mở rộng | Indonesia · Abdur Rahim · Andri Agus Mulyana · Anwar Tarra · Harjuna · Indra Tri Setiawan · Joko Andriyanto · Maizir Riyondra · Mugi Harjito · Muhammad Yunus Rustandi · Sutrisno · Tri Wahyu Buwono · Yuda Firmansyah                                                                                 | Myanmar · Aung Phyo Hein · Hein Soe · Htoo Htoo Aung · Khant Zaw Aung · Min Thu Hein · Myint Ko Ko · Naing Lin Oo · Saw Moe Aung · Shine Wai Lin · Than Htay Aung · Thant Zin Oo · Thet Naing Phyo · Yu Ya Maung · Zin Ko Htet                                                                                             | Campuchia · Cheat Nisith · Choub Seiha · Chov Somrach · Horl Lyda · Koem Som · Leng Sothea · Ly Torhieth · Meas Sam Oun · Meas Sinat · Rith Disco · Ron Pherou · Sin Visal · Sothea Lyhieng · Vantha Sakonin                   |
|                                  | | | |
| Nữ thuyền 3 người 250m U24       | Việt Nam · Bùi Thị Yến · Diệp Thị Hương · Hồ Thị Ne · Ma Thị Thương · Nguyễn Hồng Thái · Nguyễn Thị Hương | Campuchia · Min Somros · Nak Sreymov · Say Sreynit · Sokha Leakena · Sokha Ratha · Soy Sotheara | Malaysia · Farah Zulaikha Tokiman · Nur Amirah Anisah Kadir · Nur Atasha Nabila Saring · Nur Syahirah Fuad · Nurul Najieha Zulkifli · Siti Nurul Masyitah Elias                                                                |
|                                  | | | |
| Thuyền hỗn hợp 12 người 250m U24 | Thái Lan · Teerasak Chuden · Jirawan Hankhamla · Watcharaporn Khaditya · Photsawat Nachaikhong · Sayawadee Ngaosri · Anuthida Saeheng · Thitima Sukrat · Anchalee Thammasing | Myanmar · Myat Min Tun · Myo Hlaing Win · Myo Swe · Phyo Wai Lwin · Phyu Phyu Aung · Pyae Phyo Thant · Saw Kaung Kaung San · Soe Sandar · Soe Soe Kyaw · Su Su Lwin · Thidar Oo · Zaw Zaw Tun | Indonesia · Ana Rahayu · Anisa Yulistiawan · Cinta Priendtisca Nayomi · Dapit · Dede Sunandar · Fitriani Nadea Putri · Indra Hidayat · Muh Burhan · Nadia Hafiza · Ramla Baharuddin · Rudiansyah · Subhi · Wandi · Zubakri     |
| Thuyền hỗn hợp 12 người 500m U24 | Việt Nam · Bùi Thị Yến · Châu Đại Dương · Diệp Thị Hương · Hiên Năm · Hồ Thị Ne · Ma Thị Thương · Nguyễn Hồng Thái · Nguyễn Thị Hương · Nguyễn Văn Cường · Phạm Hồng Quân · Phạm Lương Tú · Trần Thành Cường · Trần Tường Khang · Trương Xuân Nguyên                                                   | Myanmar · Aung Phyo Hein · Myat Min Tun · Myo Hlaing Win · Myo Swe · Phyo Wai Lwin · Phyu Phyu Aung · Pyae Phyo Thant · Saw Kaung Kaung San · Soe Sandar · Soe Soe Kyaw · Su Su Lwin · Thet Paing Phyo · Thidar Oo · Zaw Zaw Tun                                                                                           | Campuchia · Horl Dale · La Soknim · Ly Mouslim · Min Somros · Mon Sereyvuht · Nak Sreymov · Ok Mathel · Say Sreynit · Sokha Leakena · Sokha Ratha · Sothea Lyhieng · Soy Sotheara · Vorn Phanet · Vutha Ratana                 |
| Thuyền hỗn hợp 12 người 800m U24 | Việt Nam · | Thái Lan · | Indonesia · |